# دورتسباخ
دورتسباخ (به آلمانی: Dörzbach) یک شهر  در آلمان است که در هوهنلوهه واقع شده‌است. دورتسباخ ۱ نفر جمعیت دارد.